# Caerleon
Caerleon (en galés: Caerllion /kərˈliːən/) es una villa situada sobre la ribera del río Usk, al sur de Gales, Reino Unido. El actual nombre de Caerleon procede del galés, cuyo significado es «fuerte de las legiones».
Tiene una gran importancia arqueológica, por poseer vestigios de la edad de hierro y construcciones del Imperio romano (Isca Augusta). La leyenda del Rey Arturo fue originaria de allí, donde podría haber surgido a partir de la tribu romanizada de los silures, que lucharon contra la invasión sajona.